# Farstrup (plaats)
Farstrup is een plaats in de Deense regio Noord-Jutland, gemeente Aalborg, en telt 388 inwoners (2007).